# 19e Afdeling Veldartillerie
19e Afdeling Veldartillerie (19 Afdva) was een artillerie-eenheid van de Koninklijke Landmacht, die heeft bestaan van 1 maart 1960 tot 1 juli 1989. De afdeling was gelegerd in 't Harde.

## Geschiedenis
De 19e Afdeling Veldartillerie werd op 1 maart 1960 opgericht op Legerplaats 't Harde, de huidige Luitenant-kolonel Tonnetkazerne. De afdeling was in die tijd uitgerust met zowel houwitsers M115, als met niet-geleide Honest John raketten. Met beide wapens kon een nucleaire lading worden verschoten.
In 1967 werden de Honest John raketten bij de afdeling vervangen door houwitsers M115. Een jaar later verwisselde de afdeling de houwitsers M115 voor gemechaniseerde houwitsers M110. Ook voor de M110 beschikte de afdeling over nucleaire granaten.
In 1989 werden de reeds uit de jaren 70 stammende plannen geëffectueerd om de nucleaire taak bij de afdelingen veldartillerie weg te halen. Deze plannen werden ingegeven door de veronderstelling dat de vijand (het Warschau Pact) zich bij een conflict het eerst zou richten op vernietiging van de nucleaire eenheden. Om dit te ondervangen werd de 19 Batterij Speciale Opdrachten (19 BSO) opgericht, een eenheid zonder eigen vuurmonden, die het bevel over een (deel van een) conventionele afdeling veldartillerie over kon nemen om nucleaire vuuropdrachten uit te voeren. De kwetsbaarheid van de afdelingen werd door deze maatregel drastisch verminderd. 19 BSO werd gevormd uit personeel en materieel van de 19e Afdva. De rest van de 19e Afdva werd op 1 juli 1989 omgedoopt tot 108e Afdeling Veldartillerie (108 Afdva) en ging verder als een gewone conventionele afdeling.